# Котийяр, Марион
Марио́н Котийя́р (фр. Marion Cotillard; род. 30 сентября 1975, Париж, Франция) — французская актриса театра, телевидения и кино. Снимается как во французских, так и зарубежных фильмах. За роль в фильме «Долгая помолвка» была удостоена премии «Сезар» в номинации «Лучшая актриса второго плана». В 2008 году была удостоена премии «Оскар» в номинации «Лучшая актриса» за фильм «Жизнь в розовом цвете», в котором исполнила роль Эдит Пиаф. Марион Котийяр стала второй актрисой в истории премии, которой удалось получить «Оскар» за роль в фильме на иностранном языке. Ранее добиться такого успеха удалось лишь итальянке Софи Лорен, получившей «Оскара» в 1962 году. Также за фильм «Жизнь в розовом цвете» Котийяр получила премию «Золотой глобус» в номинации «Лучшая женская роль (комедия или мюзикл)» и премию Британской академии кино- и телеискусства BAFTA в номинации «Лучшая актриса».

## Биография

### Детство
Марион Котийяр родилась 30 сентября 1975 года в Париже в бретонской семье. Её мать — театральная актриса, отец, Жан-Клод — театральный актёр, режиссёр, основатель театральной труппы «Котийяр» и преподаватель в школе актёрского мастерства. У Марион Котийяр есть два младших брата-близнеца, Квентин и Гийом. Первый — скульптор и художник, второй — писатель.
Детство Котийяр прошло в городе Орлеан, департамент Луаре, где она обучалась в Консерватории драматического искусства и посещала курсы пения. Однако профессия родителей сыграла свою роль — уже в шестилетнем возрасте она стала появляться на сцене — либо подавала реплики матери-актрисе, либо блистала в специально поставленных для неё отцом-режиссёром детских пьесах.

### Начало карьеры

Марион Котийяр в фотостудии Studio Harcourt Paris в 1999 году

В 1993 году она снялась в предпоследней серии первого сезона («Некуда бежать») американского телесериала «Горец». После этого дебюта Котийяр стала сниматься в кино и на телевидении. Её первой ролью на большом экране стала роль Матильды в фильме «История мальчика, который хотел, чтобы его поцеловали» Филиппа Ареля о жизни молодого и одинокого студента Рауля, который мечтает о любви и первом поцелуе. В том же году Котийяр получила одну из главных ролей в молодёжном сериале «Крайний предел», рассказывающем о жизни студентов французского спортивного института. В 1996 году она сыграла роли второго плана в драме Арно Деплешена «Как я обсуждал… (мою сексуальную жизнь)» и научно-фантастической комедии Колины Серро «Прекрасная зелёная».

### Прорыв в кино
В 1997 году за роль в театральной постановке «Прекращённое дело» (фр. Affaire classée) Котийяр удостоилась престижной театральной награды.[какой?] Тогда же она была утверждена на роль Лили Бертино, невесты главного героя, в комедийном боевике Жирара Пиреса «Такси», сценаристом и продюсером которого выступил Люк Бессон. Эта лента стала одним из самых успешных фильмов Франции 1990-х и получила широкую международную известность, а Котийяр стала хорошо известна французскому и иностранному зрителю, а также была номинирована на главную кинопремию французского кино «Сезар» как самая многообещающая актриса. В 2000 и 2003 годах она вновь предстала на экране в той же роли в двух продолжениях этого фильма, «Такси 2» и «Такси 3».
После «Такси» Котийяр стала получать одно предложение за другим. Заметные фильмы с её участием: историческая любовная драма Франсиса Рёссерса «Война в горах» и военная драма Пьера Гримблата «Лиза». В 2000 году она была членом жюри на фестивале фантастического кино в Жерарме. В 2001 году Котийяр сыграла свою первую главную роль в кино, в мелодраме Жиля Паке-Бренне «Милые штучки», где она исполнила сразу две роли, сестёр-близнецов Мари и Люси. Обе роли потребовали от Котийяр петь в фильме, для чего она дополнительно прошла месячные курсы пения, уже имея за плечами некоторое музыкальное образование. За этот фильм Котийяр вновь удостоилась номинации на «Сезар» как самая многообещающая актриса и вновь не получила награду.
Котийяр снялась в триллере Гийома Никло «Частное расследование» и в романтической комедии Янна Самуэля «Влюбись в меня, если осмелишься», где продемонстрировала своё умение играть сложную трогательную и романтическую главную роль. За свою игру она была награждена премией лучшей актрисе на кинофестивале в Ньюпорт-Бич. В 2003 году снялась в своём первом крупном иностранном фильме, сыграв роль Жозефины, беременной невестки главного героя фантастической трагикомедии режиссёра Тима Бёртона «Крупная рыба».

### На вершине карьеры

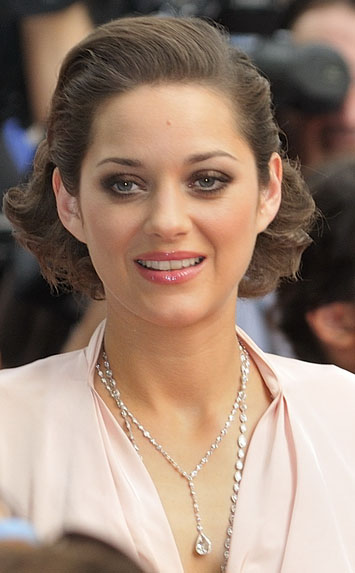
Котийяр на парижской премьере фильма «Джонни Д.», июль 2009 года

В своей драме о Первой мировой войне «Долгая помолвка» 2004 года Жене рассказывает историю молодой девушки Матильды (её сыграла Одри Тоту), которая ищет своего пропавшего жениха, приговорённого к смерти вместе с ещё четырьмя солдатами за умышленное нанесение себе увечий из страха перед сражением. Марион Котийяр исполнила роль Тины Ломбарди, бывшей проститутки, которая также ищет своего возлюбленного. Но он погиб на войне, и Тина вымещает свой гнев на обвиняемых, из мести добиваясь их смерти. Котийяр удостоилась премии «Сезар» в номинации «Лучшая актриса второго плана».
После международного успеха «Долгой помолвки» Котийяр стала одной из самых востребованных актрис французского кино. В 2005 году вышло шесть фильмов с её участием, а в ноябре 2006 года состоялась премьера романтической комедии Ридли Скотта «Хороший год», в которой Котийяр сыграла одну из главных ролей в паре с Расселом Кроу. В 2007 году Котийяр сыграла знаменитую французскую певицу Эдит Пиаф в фильме «Жизнь в розовом цвете». На эту роль её выбрали из сотен актрис. За этот фильм Котийяр получила премию «Золотой глобус» в номинации «Лучшая женская роль (комедия или мюзикл)» и «Оскар» за «Лучшую женскую роль». В 2010 она снялась в фильме Кристофера Нолана «Начало».
В 2013 году снялась в клипе Дэвида Боуи на песню «The Next Day».
В 2015 году вышел фильм Джастина Курзеля «Макбет», в котором Котийяр исполнила роль леди Макбет.

## Общественная деятельность
Марион Котийяр активно участвует в общественной деятельности, в частности, в защите окружающей среды, поддерживая деятельность Greenpeace.

## Личная жизнь
С 2007 года Котийяр состоит в фактическом браке с актёром Гийомом Кане (род. 1973). У них двое детей: сын Марсель (род. 19 мая 2011) и дочь Луиз (род. 10 марта 2017).
Марион Котийяр является «крёстной матерью» итальянского круизного лайнера «Costa Serena».

## Фильмография
| Год  |     | Русское название                                      | Оригинальное название                             | Роль                         |
| ---- | --- | ----------------------------------------------------- | ------------------------------------------------- | ---------------------------- |
| 1994 | ф   | История мальчика, который хотел, чтобы его поцеловали | L’histoire du garçon qui voulait qu’on l’embrasse | Матильда                     |
| 1995 | кор | Запретное видео                                       | Snuff Movie                                       |                              |
| 1996 | ф   | Как я обсуждал... (мою сексуальную жизнь)             | Comment je me suis disputé… (ma vie sexuelle)     | Студентка                    |
| 1996 | тф  | Хлоя                                                  | Chloé                                             | Хлоя                         |
| 1996 | ф   | Прекрасная Зелёная                                    | La belle verte                                    | Маша                         |
| 1996 | ф   | Чайка                                                 | La mouette                                        | Валерия                      |
| 1998 | ф   | Такси                                                 | Taxi                                              | Лили Бертино                 |
| 1998 | тф  | Стареть запрещено                                     | Interdit de vieillir                              | Абигейл Дуньяк               |
| 1999 | ф   | Война в горах                                         | La Guerre dans le Haut Pays                       | Жюли Бонзон                  |
| 1999 | ф   | Фурия                                                 | Furia                                             | Элия                         |
| 1999 | ф   | Синева до самой Америки                               | Du bleu jusqu’en Amérique                         | Соланж                       |
| 2000 | кор | Маркиз                                                | Le Marquis                                        |                              |
| 2000 | ф   | Такси 2                                               | Taxi 2                                            | Лили Бертино                 |
| 2001 | кор | Бумер                                                 | Boomer                                            | Мадам Бумер                  |
| 2001 | ф   | Лиза                                                  | Lisa                                              | Лиза                         |
| 2001 | ф   | Миленькие штучки                                      | Les jolies choses                                 | Мари/Люси                    |
| 2002 | ф   | Частное расследование                                 | Une affaire privée                                | Кларисса Энтовен             |
| 2003 | ф   | Такси 3                                               | Taxi 3                                            | Лили Бертино                 |
| 2003 | ф   | Влюбись в меня, если осмелишься                       | Jeux d’enfants                                    | Софи Ковальски               |
| 2003 | ф   | Крупная рыба                                          | Big Fish                                          | Жозефина                     |
| 2004 | ф   | Невинность                                            | Innocence                                         | Мадемуазель Ева              |
| 2004 | ф   | Долгая помолвка                                       | Un long dimanche de fiançailles                   | Тина Ломбарди                |
| 2005 | ф   | Эди                                                   | Edy                                               | Селина                       |
| 2005 | ф   | Кавалькада                                            | Cavalcade                                         | Ализи                        |
| 2005 | ф   | Жизнь в воздухе                                       | Ma vie en l’air                                   | Элис                         |
| 2005 | ф   | Мария                                                 | Mary                                              | Гретхен Мол                  |
| 2005 | ф   | При всем моем к вам уважении                          | Sauf le respect que je vous dois                  | Лиза                         |
| 2005 | ф   | Чёрный ящик                                           | La boîte noire                                    | Изабелла Крюгер / Клер       |
| 2006 | ф   | Ты и я                                                | Toi et moi                                        | Лена                         |
| 2006 | ф   | Честная игра                                          | Fair Play                                         | Николь                       |
| 2006 | ф   | Хороший год                                           | A Good Year                                       | Фанни Шеналь                 |
| 2007 | ф   | Жизнь в розовом цвете                                 | La Môme                                           | Эдит Пиаф                    |
| 2009 | ф   | Джонни Д.                                             | Public Enemies                                    | Билли Фрешетт                |
| 2009 | ф   | Последний полет                                       | Le dernier Vol                                    | Мари                         |
| 2009 | ф   | Девять                                                | Nine                                              | Луиза Контини                |
| 2010 | ф   | Начало                                                | Inception                                         | Мол                          |
| 2010 | ф   | Маленькие секреты                                     | Les petits mouchoirs                              | Мари                         |
| 2011 | ф   | Полночь в Париже                                      | Midnight in Paris                                 | Адриана                      |
| 2011 | ф   | Заражение                                             | Contagion                                         | доктор Леонора Орантес       |
| 2012 | ф   | Тёмный рыцарь: Возрождение легенды                    | The Dark Knight Rises                             | Миранда Тейт / Талия аль Гул |
| 2012 | ф   | Ржавчина и кость                                      | De rouille et d’os                                | Стефани                      |
| 2013 | ф   | Кровные узы                                           | Blood Ties                                        | Моника                       |
| 2013 | ф   | Роковая страсть                                       | The Immigrant                                     | Ева Цыбульски                |
| 2014 | ф   | Телеведущий 2: И снова здравствуйте                   | Anchorman 2: The Legend Continues                 | канадская ведущая            |
| 2014 | ф   | Два дня, одна ночь                                    | Deux jours, une nuit                              | Сандра                       |
| 2014 | кор | Снимок в Лос-Анджелесе                                | Snapshot in LA                                    |                              |
| 2015 | мф  | Маленький принц                                       | The Little Prince                                 | Роза                         |
| 2015 | мф  | Миньоны                                               | minions                                           | Скарлет Оверкилл             |
| 2015 | ф   | Макбет                                                | Macbeth                                           | Леди Макбет                  |
| 2015 | мф  | Аврил и поддельный мир                                | Avril et le monde truqué                          | Аврил                        |
| 2016 | ф   | Кредо убийцы                                          | Assassin’s Creed                                  | доктор София Риккин          |
| 2016 | ф   | Это всего лишь конец света                            | Juste la fin du monde                             | Катрин                       |
| 2016 | ф   | Союзники                                              | Allied                                            | Марианн Босежур              |
| 2016 | ф   | Иллюзия любви                                         | Mal de pierres                                    | Габриэль                     |
| 2017 | ф   | Вечно молодой                                         | Rock’n Roll                                       | Марион Котийяр               |
| 2017 | ф   | Призраки Исмаэля                                      | Les fantômes d’Ismaël                             | Карлотта                     |
| 2018 | ф   | Ангельское личико                                     | Gueule d’ange                                     | Марлен                       |
| 2019 | ф   | Маленькие секреты большой компании                    | Nous finirons ensemble                            | Мари                         |
| 2020 | ф   | Удивительное путешествие доктора Дулиттла             | The Voyage of Doctor Dolittle                     | Туту                         |
| 2021 | ф   | Аннетт                                                | Annette                                           | Энн                          |
| 2022 | ф   | Брат и сестра                                         | Frère et Sœur                                     | Элис                         |
| 2023 | с   | Экстраполяции                                         | Extrapolations                                    | Сильвия Боло                 |
| 2023 | ф   | Астерикс и Обеликс: Поднебесная                       | Astérix & Obélix: L’Empire du Milieu              | Клеопатра                    |
| 2023 | ф   | Маленькая девочка в голубом                           | Little Girl Blue                                  | Кэрол Ачаче                  |
| 2023 | ф   | Ли                                                    | Lee                                               | Соланж Д’Айен                |

## Награды
Полный список наград на сайте IMDb.com
- 2005 — Премия «Сезар» — лучшая актриса второго плана, за фильм «Долгая помолвка»[9]
- 2008 — Премия «Оскар» — лучшая женская роль, за фильм «Жизнь в розовом цвете»
- 2008 — Премия «Золотой глобус» — лучшая женская роль в комедии или мюзикле, за фильм «Жизнь в розовом цвете»
- 2008 — Премия BAFTA — лучшая женская роль, за фильм «Жизнь в розовом цвете»
- 2008 — Премия «Сезар» — лучшая актриса, за фильм «Жизнь в розовом цвете»[9]
- 2010 — кавалер ордена Искусств и литературы[10]
- 2014 — Премия Европейской киноакадемии — лучшая женская роль, за фильм «Два дня, одна ночь»
- 2016 — кавалер (рыцарь) ордена Почетного легиона[11]
- 2016 — офицер ордена Искусств и литературы[12]

Номинации
- 1999 — премия «Сезар» — Самая многообещающая актриса, за фильм «Такси»[9]
- 2002 — премия «Сезар» — самая многообещающая актриса, за фильм «Миленькие штучки»[9]
- 2007 — премия Европейской киноакадемии — лучшая женская роль, за фильм «Жизнь в розовом цвете»
- 2008 — премия Гильдии киноактёров США — лучшая женская роль, за фильм «Жизнь в розовом цвете»
- 2010 — премия «Золотой глобус» — лучшая женская роль в комедии или мюзикле, за фильм «Девять»
- 2013 — премия «Золотой глобус» — лучшая женская роль в драме, за фильм «Ржавчина и кость»
- 2013 — премия BAFTA — лучшая женская роль, за фильм «Ржавчина и кость»
- 2013 — премия Гильдии киноактёров США — лучшая женская роль, за фильм «Ржавчина и кость»
- 2013 — премия «Сезар» — лучшая актриса, за фильм «Ржавчина и кость»[9]
- 2015 — премия «Оскар» — лучшая женская роль, за фильм «Два дня, одна ночь»
- 2015 — премия «Сезар» — лучшая актриса, за фильм «Два дня, одна ночь»[9]